# جيش الجمهورية الأعظم
جيش الجمهورية الأعظم (بالإنجليزية: Grand Army of the Republic)‏ واختصارًا GAR، هي منظمة أخوية أسسها قدماء المحاربين الاتحاديين في الحرب الأهلية بالولايات المتحدة الأمريكية، وأقاموا معسكرهم الأول في إنديانابوليس (20 نوفمبر 1866). كانت اهدافهم المحافظة على الصداقة وتكريم الزملاء الذين سقطوا صرعى القتال، ومساعدة الأرامل والعاجزين وزيادة المعاشات. كان غالبية الأعضاء من الجمهوريين فزادوا قوة هذا الحزب حتى 1900 أما الطائفة المقاتلة من قدماء المحاربين من التعاهديين فقد أنشئت في 1889 وعسكر جيش الجمهورية الأعظم لآخر مرة ( كانت المرة الثالثة والثمانين ) 28 – 31 أغسطس 1949 في أنديانابولس وكان المعسكر يتكون من ستة أعضاء من الستة عشر عضوا الذين كانوا وقتئذ على قيد الحياة توفي آخر عضو في 1956.